# Zamek w Skawinie
Zamek w Skawinie – średniowieczny zamek, który znajdował się w Skawinie w województwie małopolskim. Zniszczony w drugiej połowie XVIII wieku.

## Historia
W Księdze uposażeń diecezji krakowskiej (Liber beneficiorum dioecesis Cracoviensis, 1470–1480) Jana Długosza znajduje się informacja, że zamek w Skawinie został wzniesiony w XIV wieku przez Kazimierza Wielkiego. Zamek był rezydencją wójta miasta, założonego przez króla w 1364 roku. Wójtostwo Skawiny należało początkowo do opactwa benedyktynów w Tyńcu; w 1394 roku opat tyniecki sprzedał je za 300 grzywien Michałowi Berithowi zwanemu Puschnik, herbu Doliwa.
Zachował się schematyczny rysunek z XVII wieku, na którym znajduje się zamek w centralnej części półperspektywicznego planu miasta z około 1663 roku i jest opatrzony podpisem „Zamek Skawa”. Według niektórych źródeł jest to jedyny zbliżony do rzeczywistości obraz tego obiektu powstały przed jego całkowitym zniszczeniem w drugiej połowie XVIII wieku.
W trakcie badań archeologicznych prowadzonych w 1958 roku odnaleziono pozostałości murów zamkowych datowane na XIV wiek.